# Superstition supérieure
Superstition supérieure : La gauche universitaire et ses querelles avec la science (titre original : Higher Superstition: The Academic Left and its Quarrels with Science) est un livre du biologiste Paul R. Gross et du mathématicien Norman Levitt, publié pour la première fois en 1994 aux États-Unis.

## Présentation
Les auteurs se présentent comme des scientifiques de gauche qui tentent de sauver la « gauche universitaire » d’elle-même, en révélant les abus qu’elle commet envers la science afin de promouvoir des objectifs politiques. Ils estiment regrettable que les spécialistes des sciences humaines et sociales ainsi que les universitaires littéraires se considèrent souvent comme suffisamment qualifiés pour critiquer les sciences de la nature sans chercher à les comprendre en profondeur. Ils s’inquiètent aussi du délaissement du rationalisme et de l’universalisme des Lumières en tant qu’idéaux. Ainsi, leur principale critique porte sur les penseurs français postmodernistes qui sont, de manière décisive, à l’origine de cette fuite vers l’irrationalisme et le relativisme.
Le livre influença de façon cruciale l’affaire Sokal, puisque c’est à la suite de la lecture de ce livre qu’Alan Sokal a l’idée de concevoir son célèbre canular.